# Метро на Тайн и Уиър
Метрото на Тайн и Уиър (на английски: Tyne and Wear Metro), известно също като Метрото, е метросистема в Североизточна Англия (графство Тайн и Уиър), обслужваща Нюкасъл ъпон Тайн, Гейтсхед, Саут Тайнсайд, Норт Тайнсайд и Съндърланд.
Открито е през 1980 г. През 2007 – 2008 г. осигурява 48 млн. пътувания на мрежата си от 78 км. Системата се управлява от Nexus. Заедно със метрото на Глазгоу са единствените метросистеми в Обединеното кралство извън Лондон.
Метрото обикновено се описва като първата британска система лека железница. Може да се счита за хибридна система, съдържаща елементи на лека железница, тежко подземно метро и предградна и междуградска железница на по-голямо разстояние и с по-голяма скорост.
Метрото започва да работи през 1980 г. То е еволюционна разработка, тъй като е пионерска система, използваща съществуващи (земи дадени за) железници, свързвайки ги с нарочно построени тунели под централен Нюкасъл и Гейтсхед. Голяма част от маршрута на метрото е част от една от първите електрически градски железници, открита през 1904 г. Линията на метрото включва повечето от две от най-старите пътнически железопътни линии в света, железницата на Нюкасъл и Норт Шийлдс (Метро от Чилингам Роуд и Норт Шийлдс) и железницата Брадлин Джанкшън (между Гейтсхед и Монкуиърмаут, близо до Стейдиъм ъф Лайт), и двете открити през 1839 г., правейки метрото една от най-старите местни железни транспортни системи в света.
С откриването на Съндърландското удължение през 2002 г. метрото става първата система в Обединеното кралство, използваща форма на Карлсруески модел, използвайки линия, споделяна с влакове за отсечката между Пелау и Съндърланд. Отсечката от Съндърланд до Саут Хилтън преди това е част от основната линия Съндърланд-Дърам, затворена през 60-те години заради опит на правителството да намали разходите за национализираните железници и е втората метро отсечка, построена на неизползвана линия: удължението до Нюкасълското летище в голяма степен е построено на предишната разклонение за с. Понтеланд.
Метрото на Тайн и Уиър е първата железница в ОК, която използва метричната система. Забраната на пушенето в метрото от самото му откриване е една от първите цялостни забрани на пушене.
Метрото е първата подземна железница, монтирала повторители, които позволяват на пътниците да използват мобилните си телефони, развитие което отблизо се наблюдава от Лондонското метро.
Метрото е една от малкото системи, които публично оповестяват имената на осъдените на глоби за неплащане на билет на плакати в метростанциите.
Станцията Уолсенд е може би единственото обществено съоръжение във Великобритания, където надписите са на латински и английски. Това е направено като част от неуспешния опит на Нюкасъл и Гейтсхед да станат Европейска столица на културата през 2008 г. Станцията включва и карта на Адриановия вал.